# Lander (Wyoming)
Lander ist der County Seat des Fremont Countys im US-Bundesstaat Wyoming. Der Ort ist nach dem Forschungsreisenden Frederick W. Lander benannt. Zum Zeitpunkt des United States Census 2020 hatte der Ort 7546 Einwohner.

## Geschichte
Im Gebiet des späteren Lander fand 1829 eines der ersten Rendezvous der Pelzjäger und Trapper statt.
Am 1. Oktober 1906 wurde Lander die westliche Endstation der als „Cowboy Line“ bezeichneten Bahnlinie der Chicago and North Western Railway, worauf der Wahlspruch der Stadt „where rails end and trails begin“ (sinngemäß etwa: „wo die Gleise enden und die (Wander-) Wege beginnen“) beruht. Ursprünglich war eine Transkontinentalverbindung bis nach Coos Bay, Oregon oder Eureka, Kalifornien vorgesehen, jedoch wurde der Bau der Strecke nie über Lander hinaus fortgesetzt. 1972 wurde auch der Bahnverkehr nach Lander eingestellt.

## Geographie
Lander liegt in der Mitte Wyomings am Ufer des Middle Popo Agie Rivers, östlich der Wind River Range und südlich der Wind River Indian Reservation. Der Ort wird durch den US-Highway US 287 und mehrere Staatshighways erschlossen.
Die geographischen Koordinaten des Ortes sind 42° 50′ N, 108° 44′ W.
Der Ort bedeckt eine Fläche von 11,4 km² (4,4 mi²); darunter befinden sich keine Wasserflächen.

## Wirtschaft
Lander ist heute Stützpunkt für eine Reihe von Bundes-Einrichtungen. Der U.S. Forest Service, das Bureau of Land Management, der United States Fish and Wildlife Service und das Federal Bureau of Investigation unterhalten hier Filialen. Hinzu kommen bundesstaatliche Stellen. Die National Outdoor Leadership School hat ihren Sitz hier und Nichtregierungsinstitutionen wie etwa The Nature Conservancy und Wyoming Wildlife Federation unterhalten hier Geschäftsstellen.
Neben dem staatlichen Sektor und der traditionellen Landwirtschaft trägt der Tourismus wesentlich zur Beschäftigung in der Gegend bei. Durch seine Lage am Fuß der Wind River Range dient Lander als Ausgangspunkt für Camper, Jäger, Angler, Wanderer, Mountainbiker und Kletterer. Nicht nur die Wind River Range, sondern auch nahegelegene Felsengebiete (etwa der Sinks Canyon) ziehen Kletterer an.
Im Ort liegt das Freemont County Pioneer Museum, eines der bedeutenderen Museen zur indianischen und europäischen Siedlungsgeschichte der Region und den Frühzeiten der Rinderhaltung. Das Musiklabel Asthmatic Kitty Records, das von Sufjan Stevens gegründet wurde, hat hier einen seiner Sitze.
Lander verfügt mit dem Hunt Field über einen kleinen Flughafen.

## Demographie
Zum Zeitpunkt des United States Census 2000 bewohnten 6867 Personen die Stadt Lander. Die Bevölkerungsdichte betrug 599,9 Personen pro km². Es gab 3036 Wohneinheiten, durchschnittlich 265,2 pro km². Die Bevölkerung von Lander bestand zu 90,81 % aus Weißen, 0,15 % Schwarzen oder African American, 5,99 % Native American, 0,32 % Asian, 0,70 % gaben an, anderen Rassen anzugehören und 2,04 % nannten zwei oder mehr Rassen. 3,48 % der Bevölkerung erklärten, Hispanos oder Latinos jeglicher Rasse zu sein.
Die Bewohner Landers verteilten sich auf 2794 Haushalte, von denen in 30,4 % Kinder unter 18 Jahren lebten. 51,5 % der Haushalte stellen Verheiratete, 10,1 % hatten einen weiblichen Haushaltsvorstand ohne Ehemann und 34,7 % bildeten keine Familien. 30,0 % der Haushalte bestanden aus Einzelpersonen und in 12,5 % aller Haushalte lebte jemand im Alter von 65 Jahren oder mehr alleine. Die durchschnittliche Haushaltsgröße betrug 2,34 und die durchschnittliche Familiengröße 2,91 Personen.
Die Stadtbevölkerung verteilte sich auf 24,1 % Minderjährige, 7,1 % 18–24-Jährige, 26,7 % 25–44-Jährige, 25,5 % 45–64-Jährige und 16,6 % im Alter von 65 Jahren oder mehr. Das Durchschnittsalter betrug 40 Jahre. Auf jeweils 100 Frauen entfielen 95,4 Männer. Bei den über 18-Jährigen entfielen auf 100 Frauen 89,2 Männer.
Das mittlere Haushaltseinkommen in Lander betrug 32.397 US-Dollar und das mittlere Familieneinkommen erreichte die Höhe von 41.958 US-Dollar. Das Durchschnittseinkommen der Männer betrug 30.602 US-Dollar, gegenüber 20.916 US-Dollar bei den Frauen. Das Pro-Kopf-Einkommen in Lander war 18.389 US-Dollar. 13,2 % der Bevölkerung und 9,9 % der Familien hatten ein Einkommen unterhalb der Armutsgrenze, davon waren 19,3 % der Minderjährigen und 9,3 % der Altersgruppe 65 Jahre und mehr betroffen.

## Persönlichkeiten
- Cale Case	(* 1958), Politiker